# Afryka (album Trzech Króli)
Afryka – pierwszy album studyjny polskiego zespołu Trzech Króli, wydany 5 maja 2023 nakładem wytwórni Ekipa Management, E-Muzyka.

## Wydanie
Premiera albumu miała miejsce 5 maja 2023. Album nie jest dostępny w postaci fizycznej, a jedynie na platformach streamingowych.
Gościnnie na albumie wystąpił Friz na utworze „Mały Wóz”.

## Lista utworów
| Nr  | Tytuł utworu                 | Długość |
| --- | ---------------------------- | ------- |
| 1.  | „Afryka”                     | 2:47    |
| 2.  | „Nie mam planu”              | 2:25    |
| 3.  | „Jestem już blisko”          | 2:11    |
| 4.  | „Mały Wóz” (gościnnie: Friz) | 2:33    |
| 5.  | „Zobacz Mamo”                | 2:06    |
| 6.  | „Akropol”                    | 2:14    |
| 7.  | „Fatamorgana”                | 2:59    |
| 8.  | „Dla Fanek Vanilii”          | 1:54    |
| 9.  | „Obywatel Świata”            | 2:37    |
| 10. | „Fan”                        | 1:42    |
| 11. | „Fatamorgana Remix”          | 2:56    |
|     |                              | 26:24   |

## Certyfikaty i sprzedaż
| Kraj          | Certyfikat  | Sprzedaż |
| ------------- | ----------- | -------- |
| Polska (ZPAV) | złota płyta | 15 000+  |

## Album na listach
- OLiS – albumy (05.05.2023–11.05.2023): 16[5]
- OLiS – albumy w streamie (2023-05-12): 4[6]